# Poj mi pesem (pesem)
Poj mi pesem je skladba Vlada Kreslina, izdana na albumu Drevored. Po pesmi nosi ime biografski film Mirana Zupaniča o Vladu Kreslinu.